# Pyropterus nigroruber
Pyropterus nigroruber är en skalbaggsart som först beskrevs av De Geer 1774.  Pyropterus nigroruber ingår i släktet Pyropterus, och familjen rödvingebaggar. Arten är reproducerande i Sverige.